# Phyllichthys sejunctus
Phyllichthys sejunctus é uma espécie de peixe da família Soleidae na ordem dos Pleuronectiformes.

## Distribuição geográfica
Encontram-se nas costas centrais do Pacífico Ocidental.